# アドリエンヌ・モニエ
アドリエンヌ・モニエ（Adrienne Monnier、1892年4月26日 - 1955年6月19日）は、フランスの書店・出版社経営者、雑誌主宰者、文筆家。1915年にパリ6区オデオン通り7番地に書店「本の友の家」を開店し、戦間期の文学運動の拠点の一つとして文化史に名を残した。シルヴィア・ビーチのシェイクスピア・アンド・カンパニー書店の設立に協力し、自ら創刊した文芸誌『ル・ナヴィール・ダルジャン（銀の船）』に「失われた世代」の作家の作品を掲載するなど、フランスにおける主に英米の作家の紹介に尽力した。また、文筆家としても『新フランス評論』誌、『メルキュール・ド・フランス』誌など主要な雑誌に寄稿し、詩や随筆・評論、回想録を著した。

## 生涯

### 背景
アドリエンヌ・モニエは1892年4月26日、パリ3区に生まれた。2歳下の妹マリー・モニエ（1894-1976）は刺繍職人・挿絵作家である。父は郵便局員で、出張で不在がちであったが、サヴォワ県レ・デゼール出身で教養豊かな母フィリベルトは特に当時の象徴主義の詩や演劇に関心が深く、アドリエンヌとマリーをモーリス・メーテルリンクの戯曲『ペレアスとメリザンド』やベル・エポックを代表する女優サラ・ベルナールが出演する演劇に連れて行った。
1909年9月に学生時代から親しくしていた友人シュザンヌ・ボニエールが渡英したのを機に、ロンドンに6か月滞在し、主に英語を学んだ。帰国後、タイプや速記の資格を取得し、1912年に文筆家イヴォンヌ・サルセーに秘書として雇われた。イヴォンヌ・サルセーは文芸評論家・劇評家フランシスク・サルセー（1827-1899）の娘で、父と同業のアドルフ・ブリッソンと結婚した後、アドルフの父ジュール・ブリッソンが創刊した『政治・文学年報（Les Annales politiques et littéraires）』の編纂に携わっていた。モニエはこの編纂の手伝いをするだけでなく、講演会の企画なども担当した。だが一方で、こうした活動を通じて、もっと新しい文学を紹介するために自分で雑誌を編纂し、書店や出版社を作りたいと思うようになった。1913年、突然の不幸と転機が同時に訪れた。父が列車の事故に遭って重傷を負い、受け取った補償金をすべて娘に譲ったのである。娘が書店を開く夢を抱いていることを知っていたからであった。

### 本の友の家
第一次世界大戦中の1915年11月15日、23歳のときにパリ6区オデオン通り7番地に書店「本の友の家（La Maison des Amis des Livres）」を開店した。彼女は1951年に閉店するまで36年にわたってこの書店を経営し、戦間期の1920年代から30年代にかけて多くの文学者が集まった場所、とりわけ、当時次々と起こった前衛文学運動の拠点の一つとして文化史に名を残すことになった。
「本の友の家」は当初、書籍を販売する書店というより、むしろ貸し出しを中心とする図書館の役割を担っていた。本を借りるためにはまず「本の友の家」の会員になる必要があった。モニエはこの会費を書店の運営費に充て、フローベール、ボードレールから同時代の作家まで、とりわけ、象徴派の詩人からポール・フォール、パスカル・ピア、ジュール・ロマン、レオン＝ポール・ファルグ、ポール・クローデル、フランシス・ジャム、サン＝ジョン・ペルス、アンドレ・ジッド、ポール・ヴァレリー、アンドレ・サルモン、マックス・ジャコブ、ギヨーム・アポリネール、ブレーズ・サンドラール、ジャン・ポーラン、ジャン・カスーまで新しい傾向の文学作品や評論を次々と紹介した。戦時中、軍医補として動員されたアンドレ・ブルトンとルイ・アラゴンが休暇中に立ち寄ったのもモニエの書店であり、戦間期にはダダイスト、シュルリアリストの拠点ともなり、トリスタン・ツァラ、ジャック・リゴー、フィリップ・スーポー、ピエール・ルヴェルディ、ルネ・シャールらも会員となった。ブルトンは「本の友の家」を「当時の様々な思想が生まれた、最も魅力的な場所」と称した。後に会員になったシモーヌ・ド・ボーヴォワールは回想録『娘時代』や『女ざかり』で、店主モニエのことや抱えきれないほど多くの本を借りて帰ったことなどに触れている。作家や評論家だけでなく大学の教員や学生なども会員で、1919年には「ガリマール書店」を設立したガストン・ガリマールや映画監督のルネ・クレール、後に精神分析家のジャック・ラカンらも常連となった。創業から5年後の1920年の会員数は580人、蔵書は1926年に18,400冊に達した。

### シルヴィア・ビーチ

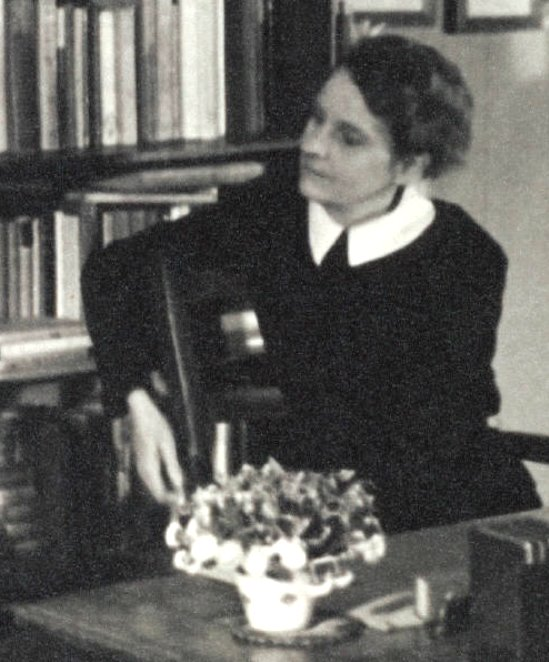
シルヴィア・ビーチ（1920年、シェイクスピア・アンド・カンパニーにて）

フランス文学を勉強していたアメリカ人のシルヴィア・ビーチと出会ったのも大戦中のことであった。フランスで書店を開いてアメリカ文学を紹介したいという彼女に、モニエはパリでの創業について具体的な助言を与えた。ビーチの書店「シェイクスピア・アンド・カンパニー」が同じ6区のデュピュイトラン通りに開店したのは1919年のことであり、2年後の1921年にはモニエの書店の斜め向かいのオデオン通り12番地に移転し、1920年代にモニエの書店とともに、ヘミングウェイ、フィッツジェラルドら「失われた世代」の作家が集まる場所、アメリカ、イギリス、アイルランド、フランスの作家の交流の場となった。シェイクスピア・アンド・カンパニー書店は、とりわけ、1921年にアメリカで「猥褻」であるとして発禁処分を受けたジェイムズ・ジョイスの『ユリシーズ』を刊行したことで知られるが、モニエはこのためにフランスの文化人に対して支援を呼びかけ、さらに、1929年には作家ヴァレリー・ラルボーがフランス語訳・監訳した『ユリシーズ』を「本の友の家」書店から刊行した。

### 朗読会、講演会、討論会
書店、図書館、出版社を兼ねた「本の友の会」はまた、写真や絵画を展示する画廊でもあり、さらには朗読会、講演会、討論会なども開催された。会場は書店の奥にある100席ほどの部屋で、フランシス・ジャムが自作『聖母とソネット』を紹介し、ジュール・ロマンが自作「ヨーロッパ」を朗読する、あるいは、アンドレ・ジッドがヴァレリーの未刊の詩に関する講演を行い、レオン＝ポール・ファルグがリカルド・ビニェスのピアノ演奏に合わせて詩を朗読したり、エリック・サティが自作『ソクラテス』を弾きながら歌ったりと、各自が新作を披露する場であった。

### 文筆家として
モニエはまた、主に雑誌や新聞への寄稿を通じて文筆家としても活躍した。寄稿したのは、ジッドらが創刊し、第一次大戦中に休刊になっていたが、1919年6月に新編集長ジャック・リヴィエールのもとで活動を再開した『新フランス評論』、1890年にアルフレッド・ヴァレットの提案によってジャン・モレアス、ジュール・ルナール、レミ・ド・グールモン、アルフレッド・ジャリ、サン＝ポル＝ルー、アルベール・オーリエら象徴派の詩人によって再刊された文学雑誌『メルキュール・ド・フランス』、ヴァレリー・ラルボー、ポール・ヴァレリー、レオン＝ポール・ファルグによって創刊され、特に英語圏やドイツ、イタリアの文学を紹介した『コメルス』、美術雑誌『ヴェルヴ』、人民戦線の機関誌『ヴァンドルディ』、『フィガロ』紙の文芸誌『フィガロ・リテレール』、マックス＝ポル・フーシェが1939年に知識人の対独レジスタンスの雑誌としてアルジェで創刊した『フォンテーヌ』、ジャン・バラールが創刊した文学雑誌『レ・カイエ・ドュ・シュッド』、レジスタンス・グループ「コンバ」の機関紙として創刊された『コンバ』、戦後に創刊された文学雑誌『レットル・ヌヴェル（新文学）』などであった。
モニエが最初に影響を受けたのは象徴主義だが、彼女の記事は詩や演劇から絵画や写真、社会問題、料理まで多岐にわたっていた。没後の1960年に発表された随筆集『ガゼット』にはこれらの記事が含まれるが、ヴァレリー、ジッド、ファルグ、ラルボー、アラゴン、ブルトン、スーポー、ルヴェルディ、ペルスら付き合いのあった文学者だけでなく、同じく「本の友の家」の会員であったモディリアーニ、アンドレ・ロート、フアン・グリスらの画家についても書いており、また、チャールズ・チャップリンなどの黎明期の映画から大衆的なサーカス、人形劇、荒唐無稽な大衆演劇で知られる「グラン・ギニョール」、ミュージック・ホール「フォリー・ベルジェール」、ジョセフィン・ベーカー主演で大成功を収めたミュージカル『ルヴュー・ネーグル』まで、文学雑誌では扱われることのなかった大衆文化について多くの記事を書いている。フェミニズムの運動にも敏感であったモニエは、ルイーズ・ワイスの女性参政権運動に参加し、雑誌でも女性画家マリー・ローランサンやゴンクール賞を受賞した女性作家ベアトリクス・ベックなどを積極的に紹介した。

### 亡命の手助け

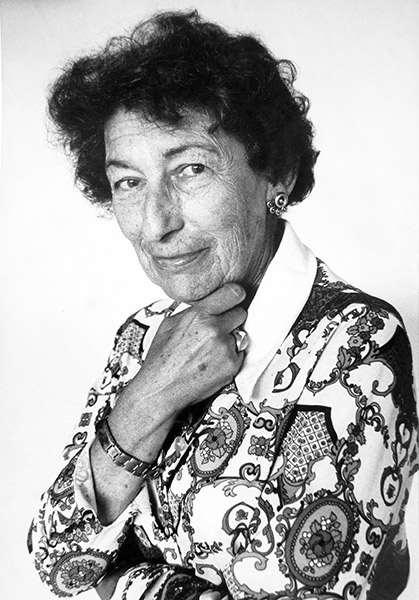
写真家ジゼル・フロイント（1974年、パリにて）

女性写真家ジゼル・フロイントについては、『ヴェルヴ』誌にフロイント論を掲載するほか、書店でフロイントの作品のスライド上映会も行った。フロイントはドイツに生まれたが、ユダヤ人共産主義者であったため、ヒトラーが政権を握った1933年にフランスに亡命し、フランスで活躍した写真家であり、モニエやビーチの書店に出入りする作家の肖像写真を撮っていた。「人々の表情が織り成す世界への旅」と題されたスライド上映会には被写体となった作家も多数参加した。第二次世界大戦が勃発すると、フロイントを自宅に匿い、知り合いの外務省関係者の助力を得て、彼女をアルゼンチンに亡命させた。これは、1930年にドイツ文学研究者フェリックス・ベルトーを介して知り合ったヴァルター・ベンヤミンに対しても同様であった。ベンヤミンはモニエの随筆をドイツ語に翻訳し、モニエはベンヤミンの著書を紹介していた。1939年9月に、ベンヤミンがオステルリッツ駅からニエーヴル県ヌヴェール近郊のヴェルニュシュ収容所に送られたとき、哲学者シャルル・ラロ、ジュール・ロマンと連名で外務省勤務の外交官アンリ・オプノーにベンヤミンの釈放を求める手紙を書き、ベンヤミンは11月16日に釈放された。モニエは他にも多くのユダヤ人を自宅に匿い、亡命を助けたり、南部の自由地域への通行許可証を手に入れたりした。助けられたユダヤ人の証言は後に『メルキュール・ド・フランス』誌のモニエ特集号に掲載されることになる（後述）。

### 雑誌主宰
モニエは雑誌に寄稿するだけでなく、自ら雑誌を主宰した。1925年6月創刊の月刊文芸雑誌『ル・ナヴィール・ダルジャン（銀の船）』と1935年1月創刊の季刊誌『ムジュール（Mesures）』である。後者は主に編集主幹・出版者として参加し、編集委員であったアメリカ人作家のヘンリー・チャーチ、ドイツ人作家のベルンハルト・グレトゥイゼン、イタリア人作家のジュゼッペ・ウンガレッティ、およびフランス人作家のアンリ・ミショーとジャン・ポーランが主導したが、『ル・ナヴィール・ダルジャン』誌は「言語はフランス語、精神は国際的」というモニエ自身の方針に従って編集された。編集長はジャン・プレヴォーが務めた。作品が取り上げられた作家は、同時代のフランスの作家（マルセル・アルラン、マルセル・オークレール、クロード・アヴリーヌ、ピエール・ボスト、マルセル・ブリヨン、ブレーズ・サンドラール、アンドレ・シャンソン、ポール・クローデル、バンジャマン・クレミュー、ジョゼフ・デルテイユ、ジョルジュ・デュアメル、ジャン・ジロドゥ、ヴァレリー・ラルボー、フランソワ・モーリアック、ジャック・リヴィエール、ジュール・ロマン、ジュール・シュペルヴィエル）や英米の作家（T・S・エリオット、E・E・カミングス、ヘミングウェイ、ジェイムズ・ジョイス、D・H・ローレンス、アーサー・シモンズ、ウィリアム・カーロス・ウィリアムズ、W・B・イェイツ）であった。また、ウィリアム・ブレイク、ジョン・ダン、ジョージ・ギッシング、ジョナサン・スウィフト、アルジャーノン・チャールズ・スウィンバーン、ウォルト・ホイットマンなど英米を代表する作家の作品も掲載する一方、当時26歳のサン＝テグジュペリの処女作の抜粋が初めて掲載された雑誌でもあった。『ル・ナヴィール・ダルジャン』誌は経営難のため1926年5月の第12号をもって廃刊となったが、フランスに亡命したアメリカの作家、「失われた世代」の作家を紹介した雑誌として重要であった。

### 晩年・没後
1945年、関節リウマチで麻痺をきたしたモニエに代わって作家・評論家のモーリス・サイエが「本の友の家」書店を経営した。1951年にはめまいや耳鳴り、難聴がひどくなり、メニエール病と診断された。1955年6月19日、過量服薬により自殺を図り、コシャン病院に運ばれたが手遅れであった。「数年間、苦痛や疲労感に耐えてきたうえに、この8か月にわたって耳鳴りに苦しみ、もう耐えられない」という1955年5月付の遺書（回想録『オデオン通り』所収）が残されていた。
1956年、『メルキュール・ド・フランス』誌が特集号「アドリエンヌ・モニエの思い出」（第1109号）を発表し、1981年にガリマール社から刊行された。寄稿者はサン＝ジョン・ペルス、ピエール・ルヴェルディ、ジャック・プレヴェール、マリアン・ムーア、パスカル・ピア、アンリ・オプノー、ジークフリート・クラカウアー、ルネ・シャール、ジャン・シュランベルジェ、ジャック・バコー、ジャン・アムルーシュ、アルフォンソ・レイエス、アンドレ・シャンソン、ジュール・シュペルヴィエル、アーチボルト・マクリーシュ、ドニ・ド・ルージュモン、アンリ・ミショー、レーモン・シュワッブ、ミシェル・レリス、ジュール・ロマン、ギジェルモ・デ・トーレ、フランシス・プーランク、アンリ・ピシェット、アーサー・ケストラー、ミシェル・クルノ、イヴ・ボヌフォワ、ラシルドらで、ポール・クローデル、アンドレ・ジッド、ポール・ヴァレリー、エリック・サティ、レオン＝ポール・ファルグ、ヴァレリー・ラルボー、ライナー・マリア・リルケ、ジェイムズ・ジョイス、シャーウッド・アンダーソン、ジョルジュ・シュヌヴィエール、ジャン・プレヴォー、ルネ・クルヴェル、ヴァルター・ベンヤミン、アントナン・アルトーらが送った書簡も掲載され、モニエの親交の広さを示している（著書参照）。
1960年、モニエの回想録『オデオン通り』がアルバン・ミシェル社から刊行され、1989年および2009年にモーリス・アンベールの編集により再刊された。また、モニエの詩集や回想録も1960年から62年にかけてメルキュール・ド・フランス出版社から刊行・再刊された（著書参照）。
1991年にモーリス・アンベールとラファエル・ソランが、写真、書簡、帳簿、会員登録カードなどを含む「本の友の家」書店に関する資料集『アドリエンヌ・モニエと本の友の家 1915-1951』を発表した。表紙はジゼル・フロイントによる店舗正面の写真である。
2003年にロール・ミュラによってモニエと「本の友の家」に関する最初の本格的な研究書が発表された。

## 著書
- La Figure (『顔』), La Maison des Amis des Livres, 1923 - 詩集
- Les Vertus (『美徳』), Société générale d'imprimerie et d'édition, 1926 - 詩集
- Fableaux (『ファブリオー』), La Maison des Amis des Livres, 1932, (増補新版), Éditions Mercure de France, Collection « Littérature générale », 1960 - 回想録
- Les Gazettes 1925-1945 (『ガゼット 1925-1945』), René Julliard, 1953 - 回想録
- Le souvenir d'Adrienne Monnier (『アドリエンヌ・モニエの思い出』), Éditions Mercure de France, Collection « Littérature générale », 1956、(再刊) Gallimard, 1981 - アドリエンヌ・モニエに関する回想録・書簡（共著、モニエの詩・随筆を含む）
- Les Gazettes (1923-1945) (『ガゼット (1923-1945)』), Éditions Mercure de France, Collection « Littérature générale », 1960, (再刊) Gallimard, Collection « L'Imaginaire » (n° 346), 1996 - 回想録
- Les Dernières Gazettes et écrits divers (『最後のガゼットと雑記』), Éditions Mercure de France, Collection « Littérature générale », 1960 - 回想録
- Rue de l'Odéon, Albin Michel, 1960, (再刊) 1989
  - 『オデオン通り』岩崎力訳、河出書房新社、1975年; (復刻版) 2011年
- Les Poésies (『詩集』), Éditions Mercure de France, Collection « Poésie », 1962 (上記2冊の詩集所収)
- Souvenirs de Londres (『ロンドンの思い出』), Éditions Mercure de France, Collection « Littérature générale », 1957 - 回想録（ミシェル・レリスからの書簡を含む）

## 参考資料
- Marc Bertrand, « ADRIENNE MONNIER ET LA MAISON DES AMIS DES LIVRES », Simone De Beauvoir Studies, vol. 10, 1993, pp. 83-89.
- Adrienne Monnier et La Maison des Amis des Livres, 7, rue de l'Odéon - Société historique du 6ème arrondissement de Paris.
- Christine Martinez, Adrienne Monnier (épisodes 1-5) - France Bleu, 12-16 juin 2017.
- 平野信行「『本の友の家』と『シェイクスピア・アンド・カンパニー』」、『言語文化』第30号、一橋大学語学研究室、1993年12月25日、75-81頁。

## 関連書籍
- Adrienne Monnier et la Maison des amis des livres, 1915-1951, textes et documents réunis et présentés par Maurice Imbert et Raphaël Sorin, couverture : photo Gisèle Freund, l'Institut Mémoires de l'édition contemporaine (IMEC), 1991
- Laure Murat, Passage de l'Odéon : Sylvia Beach, Adrienne Monnier et la vie littéraire à Paris dans l'entre-deux-guerres, Fayard, 2003
- Sylvia Beach, Shakespeare and Company, Paris, Mercure de France, 1960
  - シルヴィア・ビーチ『シェイクスピア・アンド・カンパニー書店』 中山末喜訳、河出書房新社、1974年、復刻新版2011年 ISBN 978-4-309-20567-0